# Nr. 6
Nr. 6 a fost primul test chinez al unei bombe cu hidrogen (modelul Teller-Ulam). Testul a avut loc pe 17 iunie 1967, dispozitivul fiind lansat de un bombardier Xian H-6.